# Stazione di Verolengo
Stazione di Verolengo vasútállomás Olaszországban, Verolengo településen.

## Vasútvonalak
Az állomást az alábbi vasútvonalak érintik:
- Chivasso–Alessandria-vasútvonal

## Kapcsolódó állomások
A vasútállomáshoz az alábbi állomások vannak a legközelebb:
- Stazione di Castelrosso
- Stazione di Borgo Revel